# Samir Yazbek
Samir Yazbek é dramaturgo e diretor teatral brasileiro. Faz parte dos autores que a crítica denominou Geração 90.
Consolidou sua formação com o diretor Antunes Filho, no Centro de Pesquisas Teatrais (CTP) do SESC.

## Biografia
Samir Yazbek é irmão mais novo do escritor Mustafa Yazbek, que publicou em 1984 uma obra sobre a vida de Khalil Gibran em Nova Iorque. A obra foi adaptada por Samir para o teatro sob o título Um Profeta em Nova Iorque.

## Obra
Samir Yazbek escreveu, entre outras peças: "O Fingidor", " As Folhas do Cedro", "A Terra Prometida",  "O Regulamento", "A Máscara do Imperador", "A Entrevista", "O Invisível" e "Diálogo das Sombras". Prepara agora a montagem de seu mais novo texto "Pranto para o Pai Ausente", com estréia prevista para Outubro de 2009.
É co-fundador da Cia Teatral Arnesto nos Convidou, juntamente com Hélio Cícero e Maucir Campanholi.

## Reconhecimento
Em 1999, Yazbek recebeu o Prêmio Shell de melhor autor, pela peça O Fingidor. A peça foi selecionada para o Programa Nacional Biblioteca da Escola, do Governo Federal, que em 2004 a distribuiu para 475 mil alunos da rede pública de ensino. Em 2006 a peça "O Fingidor" foi escolhida pela Revista Bravo como uma das 60 melhores montagens brasileiras desde a sua 1ª edição, em 1998.
Em 2002, o espetáculo "A Terra Prometida" foi relacionado pelo jornal O Globo entre os dez melhores do ano.
É organizador de "Uma Cena Brasileira", da Editora Hucitec, coletânea de depoimentos de alguns dos mais importantes atores e atrizes brasileiros, tais como Eva Wilma, Laura Cardoso, Paulo Autran e Raul Cortez. Também é autor de "O Teatro de Samir Yazbek", lançado pela Coleção Aplauso, da Imprensa Oficial do Estado de São Paulo, com a edição de suas peças "O Fingidor", "A Terra Prometida" e "A Entrevista". Escreve artigos para Folha de S.Paulo, O Estado de S. Paulo e Revista Bravo. Ministra oficinas de dramaturgia em instituições como Sesc e outras. Levou ao ar pela TV Cultura os teleteatros "Vestígios" de 2007, e "O Fingidor" de 2008, que escreveu e dirigiu. Prepara a montagem de seu texto "Pranto para o Pai Ausente", com a Cia. Teatral Arnesto nos Convidou. Em 2012 foi o primeiro brasileiro a escrever para o National Theatre de Londres, a peça "O Ritual" foi escrita para o programa Connections, e para sua versão no Brasil o Projeto Conexões de Teatro Jovem.